# Clubiona kagani
Clubiona kagani là một loài nhện trong họ Clubionidae.
Loài này thuộc chi Clubiona. Clubiona kagani được Willis J. Gertsch miêu tả năm 1941.